# Fanny Alaux
Pour les articles homonymes, voir Alaux.
Fanny Alaux, née Françoise Virginie Liégeois le 15 avril 1797 à Paris et morte le 19 janvier 1880 dans le 6e arrondissement de cette ville, est une artiste peintre et dessinatrice française.

## Biographie

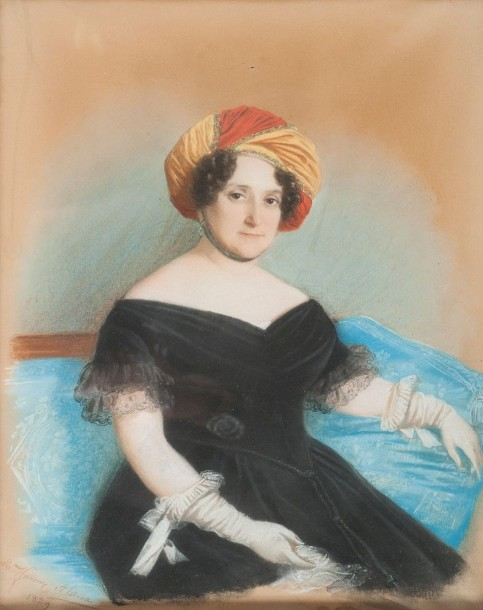
Portrait d'une femme au ruban (1839), localisation inconnue.

Veuve en premières noces du peintre Louis-Vincent-Léon Pallière, Fanny Alaux se remarie avec Jean Alaux dit « le Romain » et entre ainsi dans la dynastie de peintres et architectes des Alaux. Elle expose aux Salons de 1839 à 1841 : cette dernière année, elle y présente six portraits au pastel « dont le ton a quelque crudité parfois, mais où les étoffes sont fort convenablement rendues, les ombres entendues avec habileté, et les poses remplies d'une simplicité et d'une aisance de fort bon goût ».

## Œuvres
États-Unis
- Washington, ambassade de France : Marie-Antoinette-Thérèse, princesse des Asturies (1784-1806)[5].

France
- Angers, musée des Beaux-Arts : Portrait de Bodinier, dessin, 1844 (fait à Rome) (MBA 82.1297)[6]
- Bordeaux, musée des Arts décoratifs et du Design :
  - Portrait de femme, 1839, pastel (inv. 58.1.952) ;
  - Portrait de Pierre-Simon Jullien, 1842, pastel (inv. 58.1.1004) ;
  - Portrait de Pauline Laurent, 1838, pastel (inv. 58.1.4354) ;
  - Portrait de Thermidor Laurent, 1842, pastel (inv. 58.1.4355).
- Versailles, musée de l'Histoire de France : Pierre-Antoine-Victor de Lanneau de Marey (1758-1830), commandé par Louis-Philippe pour le musée historique de Versailles en 1840[7].

Localisation inconnue
- Portrait d'une femme au ruban, 1839, portrait présumé de Madame Frédéric Louis Tattet (1768-1861).